# 味の素本社ビル
味の素本社ビル（あじのもとほんしゃビル）は、東京都中央区京橋一丁目にあるオフィスビルである。八重洲通りから100mほど南の昭和通りに面した14階建ての本館（A館）と、その北隣の6階建ての別館（B館）の2つの建物からなり、大手食品メーカーの味の素が本社機能を置く。

## 歴史
味の素は1909年に、本社機能を八重洲から京橋区南伝馬町（現在の中央区京橋一～三丁目の中央通り沿い）に移転、1932年には宝町（現在の中央区京橋の東部）に建設された「鈴木三栄ビル」に再び移転した。このビルは現在の味の素本社ビルと同じ位置にあり、南西角に時計台を持つつくりであった。鈴木三栄は、味の素の当時の持株会社である。1972年7月には、本ビルから200mほど西の中央通り沿いに「三栄ビル」が完成し、本社機能を移した。鈴木三栄ビルの跡地には、1991年6月10日に新「味の素本社ビル」の本館、隣接地には同年9月30日に別館が完成した。三栄ビルには味の素の兄弟会社であったメルシャン（現在はキリングループ）の本社が入居し、1階には「メルシャン・サロン」が入ったが、2012年12月で閉店し、メルシャン本社も中野へ移転。現在はジェイアール東海ツアーズや日本冶金工業が入居している。

## 建築
本館・別館とも、外装や内装は統一されている。1階は大理石、2階以上は白いタイルと熱線反射ガラスの横連窓が外観の特徴となっており、南西側は丸くカーブをつけてある。ガラス張りのエントランスホールは2層吹き抜けで、卵をイメージした楕円形となっている。奥の壁面には加山又造の陶版画が掲げられている。本館地下1階にはテストキッチン、12階にはカフェテラス方式の社員食堂があり、卓上には味の素の小瓶が常備されている。本ビル完成に合わせ、港区高輪の味の素記念館（現在の高輪研修センター）から味の素食の文化センター事務局および食の専門図書館「食の文化ライブラリー」が別館に移転してきたが、2004年には高輪研修センターに戻っている。歴代社屋の鈴木三栄ビル、三栄ビル、現在の味の素本社ビルとも、味の素本社ビル南隣に本社を置く清水建設が施工を担当している。
味の素製薬は中央区入船の住友入船ビル、味の素冷凍食品は銀座七丁目の日土地銀座ビル、味の素ファインテクノや味の素パッケージングは神奈川県川崎市の味の素川崎事業所及びその隣接地など、系列企業は他の地に本社機能を置いている場合が多い。